# Jason Evezard
Jason Evezard (ur. 17 sierpnia 1997 w Port Elizabeth) – południowoafrykański piłkarz wodny, reprezentant kraju, olimpijczyk z Tokio 2020.

## Życie prywatne
Studiował biznes i ekonomię na Uniwersytecie Kalifornijskim w Irvine.

## Kariera reprezentacyjna
Od 2015 reprezentuje Południową Afrykę na zawodach międzynarodowych. Dwukrotnie zagrał na mistrzostwach świata juniorów, w 2015 i w 2017. W reprezentacji seniorskiej wystąpił na Mistrzostwach Świata w Pływaniu 2019 (12. miejsce) oraz na Letnich Igrzyskach Olimpijskich w Tokio w 2021, gdzie Południowa Afryka była 12.